# Rui de Oliveira
Rui de Oliveira és un professor, escriptor i il·lustrador brasiler. Va ser honrat el 2005 per l'Academia Brasileira de Letras amb l'exposició «Rui de Oliveira: 30 anos de ilustração de livros».

## Obres
- No ficció: Pelos Jardins Boboli: reflexões sobre a arte de ilustrar livros para crianças e jovens (Nova Fronteira, 2008)
- Ficció:
  - A Formosa Princesa Magalona e o Amor Vencedor do Cavaleiro Pierre de Provença (Ygarapé Editorial, 2009)
  - Cartas lunares (Record, 2005)
- Llibres d'imatges: A Bela e A Fera (FTD, 1995)

## Premis
- Premi Ophélia Fontes d'Il·lustració (1987)
- Menció d'honor (Bienal do livro de São Paulo, 1988)
- Premi Luis Jardim - Millor llibre d'imatges (1995)
- Premi Jabuti – Categoria Il·lustració (1995)
- Premi Jabuti – Categoria Il·lustració (2003)